# The Suspicious Housekeeper
The Suspicious Housekeeper (en hangul, 수상한 가정부; romanización revisada, Susanghan Gajeongbu), también conocida en español como La misteriosa ama de llaves y La sospechosa ama de casa, es una serie de televisión surcoreana emitida en 2013, basada en la serie japonesa Kaseifu no Mita (家政婦のミタ?) de 2011, sobre una ama de casa que es contratada en un hogar alborotado y de luto, tras la muerte de su madre, acudiendo a poner orden, pero escondiendo un misterioso pasado.
Fue transmitida por SBS desde el 23 de septiembre hasta el 26 de noviembre de 2013, es protagonizada por Choi Ji Woo, Lee Sung-jae, Wang Ji Hye y Kim So Hyun. Días antes de iniciada la serie, en Corea del Sur se formó una controversia por el título otorgado en coreano, porque según diferentes asociaciones de mujeres trabajadoras domésticas, este era despectivo con su trabajo, no obstante, SBS decidió mantener el nombre inicial, pero cambiando algunas partes de los guiones.

## Argumento
Park Bok Nyeo (Choi Ji Woo) es un ama de casa que es enviada por su agencia a trabajar un nuevo hogar de cuatro niños. Eun Sang-chul (Lee Sung-jae) la recibe y ella como buena trabajadora, trata de hacer lo posible por ordenar los sentimientos de ellos, actuando como un catalizador para los miembros de la familia, con el fin de comprender mejor y reconciliar sus relaciones, debido a que su madre murió repentinamente.
Las cosas se complican cuando, Han Kyul (Kim So Hyun) descubrió que su madre se suicidó a causa del adulterio de su padre, decidiendo visitar a Yoon Song Hwa (Wang Ji Hye), la amante de su padre y responsable indirecta de la muerte de su madre. Mientras tanto, Sang Chul queda disgustado con Bok Nyeo por ayudar a Han Kyul, y le pide al gerente de la agencia que les envié otra empleada en lugar de ella, pero diferentes situaciones hacen que se termine quedando por más tiempo del planeado.

## Reparto

### Personajes principales
- Choi Ji-woo como Park Bok Nyeo.
- Lee Sung-jae como Eun Sang-chul.
- Wang Ji-hye como Yoon Song Hwa.
- Kim So-hyun como Eun Han Kyul.
- Chae Sang-woo como Eun Doo Kyul.
- Nam Da-reum como Eun Se Kyul.
- Kang Ji-woo como Eun Hye Kyul.

### Personajes secundarios
- Park Geun Hyung como Woo Geum Chi.
- Shim Yi Young como Woo Na Young.
- Cho Yeon Woo como Manager Choi.
- Jang Seo Won como Lee Dong Shik.
- Baek Seung Hyeon como Manager Kim.
- Kim Hae Sook como Director de la agencia Hong.
- Jung Suk Yong como Shin Jung Man.
- Ra Mi-ran como Yang Mi Ja.
- Jung Moon-sung como 'el detective 'Lee Tae Shik.
- Hwang Jae Won como Oh Eo Jin.
- Bang Eun Hee como Eo Jin.
- Lee Seung Hyung como Oh Nam Jae.
- Seo Kang-joon como Choi Soo Hyuk.
- Park Ji-bin como Shin Woo Jae.

### Otros personajes
- Song Jong Ho como Jang Do Hyung / Seo Ji Hoon.
- Lee Yang Hee como Padre de Soo Hyuk.
- Son Sung Joon como Matón.
- Jeon Ye Seo como Escritor Kwon.
- Kim Ji Sook como Madrastra de Bo Nyeo.
- Kwak Do Won como Go Min Gook.
- Kim Hee Jung como Woo Sun Young.
- Kim Kwang-kyu como el Profesor de aula de Eun Han-kyul.
- Lim Ji Kyu como Profesor de Se Kyul.
- Kang Yi Suk.
- Jung Ye Seo.
- Kim Hye-yoon como Bang Soo-yeon (ep. 6)

## Recepción

### Audiencia
En Azul la audiencia más baja y en rojo la más alta, correspondientes a las empresas medidoras TNms y AGB Nielsen.
| Ep. #    | Fecha de estreno         | Share        | Share        | Share       | Share       |
| Ep. #    | Fecha de estreno         | TNmS Ratings | TNmS Ratings | AGB Nielsen | AGB Nielsen |
| Ep. #    | Fecha de estreno         | Nacional     | Seúl         | Nacional    | Seúl        |
| -------- | ------------------------ | ------------ | ------------ | ----------- | ----------- |
| 1        | 23 de septiembre de 2013 | 7.4 %        | 8.8 %        | 8.9 %       | 10.3 %      |
| 2        | 24 de septiembre de 2013 | 8.2 %        | 9.3 %        | 8.8 %       | 9.7 %       |
| 3        | 30 de septiembre de 2013 | 8.3 %        | 9.7 %        | 9.9 %       | 7.8 %       |
| 4        | 1 de octubre de 2013     | 8.3 %        | 8.9 %        | 9.5 %       | 9.8 %       |
| 5        | 7 de octubre de 2013     | 8.1 %        | 10.0 %       | 7.0 %       | 9.0 %       |
| 6        | 8 de octubre de 2013     | 9.7 %        | 8.3 %        | 8.4 %       | 9.3 %       |
| 7        | 14 de octubre de 2013    | 9.5 %        | 10.7 %       | 10.6 %      | 12.2 %      |
| 8        | 15 de octubre de 2013    | 10.3 %       | 12.6 %       | 11.1 %      | 12.0 %      |
| 9        | 21 de octubre de 2013    | 9.8 %        | 10.7 %       | 10.7 %      | 11.0 %      |
| 10       | 22 de octubre de 2013    | 10.2 %       | 11.9 %       | 10.5 %      | 12.4 %      |
| 11       | 28 de octubre de 2013    | 9.1 %        | 11.1 %       | 9.3 %       | 10.4 %      |
| 12       | 29 de octubre de 2013    | 7.9 %        | 8.3 %        | 10.0 %      | 9.0 %       |
| 13       | 4 de noviembre de 2013   | 9.2 %        | 9.7 %        | 9.8 %       | 10.4 %      |
| 14       | 5 de noviembre de 2013   | 9.8 %        | 10.8 %       | 10.3 %      | 11.7 %      |
| 15       | 11 de noviembre de 2013  | 9.9 %        | 9.1 %        | 9.6 %       | 9.8 %       |
| 16       | 12 de noviembre de 2013  | 9.5 %        | 9.8 %        | 10.4 %      | 10.6 %      |
| 17       | 18 de noviembre de 2013  | 8.7 %        | 8.9 %        | 9.5 %       | 10.7 %      |
| 18       | 19 de noviembre de 2013  | 8.0 %        | 9.3 %        | 9.0 %       | 10.2 %      |
| 19       | 25 de noviembre de 2013  | 8.0 %        | 9.3 %        | 10.0 %      | 10.2 %      |
| 20       | 26 de noviembre de 2013  | 9.6 %        | 10.5 %       | 10.3 %      | 11.9 %      |
| Promedio | Promedio                 | 8.0 %        | 9.2 %        | 9.0 %       | 10.2 %      |

## Premios y nominaciones
| Año  | Premio                 | Categoría                                                | Nominado     | Resultado |
| ---- | ---------------------- | -------------------------------------------------------- | ------------ | --------- |
| 2013 | SBS Drama Awards       | Premio a la alta excelencia, actriz en un drama especial | Choi Ji Woo  | Nominado  |
| 2013 | SBS Drama Awards       | Premio a la excelencia, actor en un drama especial       | Lee Sung-jae | Nominado  |
| 2013 | SBS Drama Awards       | Premio a la excelencia, actriz en un drama especial      | Wang Ji Hye  | Nominado  |
| 2013 | SBS Drama Awards       | Premio a la nueva estrella                               | Kim So Hyun  | Ganador   |
| 2014 | 7th Korea Drama Awards | Premio a la alta excelencia, actriz                      | Choi Ji Woo  | Nominado  |

## Emisión internacional
- Hong Kong: TVB Drama 1 (2014), TVB Window (2015) y TVB J2 (2015).
- Japón: KNTV (2014).
- Malasia: Sony One TV (2013).
- Tailandia: PPTV (2015).
- Taiwán: Star (2014), SEC (2015) y FOX Taiwán (2016).